# 阳彩臂金龟
阳彩臂金龟（学名：Cheirotonus jansoni）一种分布于东南亚及中国南方等地区的大型甲虫，隶属于臂金龟科彩臂金龟属（长臂金龟属），也有资料将臂金龟科视为金龟子科的一个亚科。

## 形态特征
成虫身体呈椭圆形，通体呈黑褐色，泛金属绿色。